# اچ‌ام‌کیواس مینر
اچ‌ام‌کیواس مینر (به انگلیسی: HMQS Miner) یک کشتی بود که طول آن 92' 9" بود. این کشتی در سال ۱۸۸۷ ساخته شد.